# Дроновская волость
Дро́новская волость — административно-территориальная единица в составе Карачевского уезда.
Административный центр — село Дроново.

## История
Волость образована в ходе реформы 1861 года. Являлась крупнейшей волостью уезда по занимаемой площади.
В 1924 году Дроновская волость была упразднена, а её территория включена в состав новообразованной Вельяминовской волости.
Ныне территория бывшей Дроновской волости разделена между Карачевским районом Брянской области и Шаблыкинским районом Орловской области.

## Административное деление
В 1920 году в состав Дроновской волости входили следующие сельсоветы: Алымовский 1-й и 2-й, Башмаковский, Богатырёвский, Бочарский, Бугровский, Вельяминовский, Глинский, Девятидубский 1-й, 2-й и 3-й, Дроновский, Дюкаревский, Емельяновский, Желуновский, Камышинский, Карповский, Кондревский, Коробовский, Кочержинский 1-й и 2-й, Кривошеевский, Линевский, Малоприлепский, Мурашинский, Натальинский, Новокульневский, Перьковский, Печенский, Радимский, Свиридовский, Семёновский, Сумароковский, Сычовско-Хоповский, Холчевский 1-й и 2-й, Черневский, Шемятский, Яковлевский 1-й и 2-й.